# Карл Густав Тессін
Граф Карл Густав Тессін (швед. Carl Gustaf Tessin, greve Tessin; 5 вересня 1695, Стокгольм — 7 січня 1770, маєток Окер) — шведський державний діяч і дипломат.

## Біографія
Народився 5 вересня 1695 року в Стокгольмі в родині відомого архітектора Нікодемуса Тессіна-молодшого (1654—1728) і графині Хедвіг Стенбок (1658—1714).
У Тессіна рано проявилася схильність до мистецтва, і по завершенні освіти він за підтримки королеви-матері Ядвіґи Елеонори і короля Карла XII вирушив у поїздку по Франції, Італії та Німеччині. Під час перебування у Відні в 1718 році Тессін прийняв пропозицію Карла XII обійняти посаду гоф-інтенданта. Повернувшись на батьківщину, він приєднався до прихильників голштинської партії, яка на риксдагу 1723 року домоглася для нього поста голови Малої секретної депутації.
Ставши в 1724 році позаштатним канцелярським радником, Тессін за сприяння Арвіда Горна увійшов до складу Секретної комісії (sekreta kommission). Після розриву між Горном та голштинською партією, той в 1725 році відправив Тессіна посланцем до Відня, де він, однак, всіма силами протидіяв лінії Горна у зовнішній політиці. Бувши призначеним в 1728 році оберінтендантом всіх королівських замків, будівель і садів в державі, здійснив в 1728—1729 роках нову поїздку за кордон.
Коли на риксдагу 1734 року почала складатися так звана партія «капелюхів», він приєднався до її прихильників. У 1735 році він знову вирушив посланцем до Відня, звідки через рік був відкликаний.
На риксдагу 1738 року «капелюхи» висунули його кандидатуру на пост лантмаршала. Отримавши цю посаду, Тессін активно сприяв поваленню Горна і приходу партії «капелюхів» до влади.
У 1739 році він був призначений шведським міністром до Парижа, де знаходився до 1742 року, намагаючись домогтися підтримки Франції в майбутній війні з Росією. Там йому вдалося укласти вигідний для Швеції торговий договір (1741). У 1741 році він був призначений членом ріксрода і після повернення в 1742 році з Парижа отримав посаду радника Державної канцелярії.
Коли став зрозумілим невдалий для Швеції результат російсько-шведської війни і проти її зачинателів стало зростати невдоволення, Тессін в 1743 році подав у відставку з поста члена ріксрода і зажадав розслідування своїх дій. В результаті цього Секретний комітет дав їм позитивну оцінку, а стани закликали короля переконати його залишитися в раді.
У 1743 році обрання Адольфа Фредріка спадкоємцем престолу викликало загострення дансько-шведських відносин, у зв'язку з чим Тессін був направлений послом в Копенгаген, де йому вдалося запобігти близькій війні. У 1744 році очолював посольство в Берлін, яке повинно було привести звідти наречену кронпринца Луїзу Ульріку.
У 1745 році Тессін став канцлером Абоської академії, а також головою Законодавчої комісії і обер-гофро-маршалом при дворі кронпринца. З 1747 року — президент Військової колегії. У тому ж році зайняв пост президента Канцелярії.
У 1751 році Тессін був призначений на посаду обермаршала королеви. В цей час йому довелося очолити в Раді сили, які виступали проти планів придворної партії щодо посилення королівської влади, в зв'язку з чим накликав на себе немилість короля і був змушений залишити посаду президента Канцелярії. У 1760 році Тессін вдруге був призначений головою Законодавчої комісії, але вже через рік залишив всі свої посади і провів решту життя у своєму маєтку Окерё в Седерманланді, де помер 7 січня 1770 року.
Тессін був покровителем і другом художника Густава Лундберга, з яким він познайомився ще у Франції, а, повернувшись до Швеції, домігся для нього посади придворного художника.

## Сім'я
З 1728 року був одружений з Ульрікою Спарре (1711—1768), дочкою члена ріксрода Еріка Аксельссон Спарре.

## Нагороди
- Орден Чорного орла (1745) (Королівство Пруссія
- Орден Полярної зірки командорський хрест (17 квітня 1748)
- Орден Серафимів (17 квітня 1748)
- Орден Меча (командорський хрест)